# Twist and Shout
Twist and Shout è una canzone interpretata dal gruppo statunitense dei The Isley Brothers, scritta da Phil Medley e Bert Russell; successivamente venne portata al successo dai Beatles.

## Origine e storia
Nel 1961 Phil Spector era già attivo come produttore per conto della Atlantic Records, quando decise di lanciare un gruppo vocale, i Top Notes. La canzone scelta risultò Twist and Shout. Questo fatto avvenne prima del perfezionamento della tecnica elaborata da Spector e definita "Wall of Sound". Il compositore Berns non sembrò entusiasta della registrazione svolta sotto la direzione di Spector e così, quando gli Isley Brothers decisero di re-incidere la canzone, lui si offrì di produrla per dimostrare a Spector quale fosse il sound più adatto per il brano. Il singolo raggiunse il diciassettesimo posto delle classifiche statunitensi.
I Beatles incisero la canzone nel loro primo album Please Please Me uscito nel 1963 in Gran Bretagna. Dei quattordici pezzi che compongono l'album, dieci furono registrati solamente in dieci ore, e Twist and Shout fu l'ultima canzone della serie. Lennon, esausto per la stanchezza causata dalla lunga seduta di registrazione e infastidito dal mal di gola, realizzò comunque una prestazione vocale memorabile, anche se George Martin affermò: «Sì, cercai di fare una seconda incisione di Twist and Shout, ma la voce di John era definitivamente partita.
Bruce Springsteen ne ha fatto un cavallo di battaglia fin dal lontano 1973; è stata utilizzata più di 300 volte (i Beatles 226) per chiudere i concerti con versioni che duravano anche più di dieci minuti.

## Musica e arrangiamento
Divenne una canzone molto apprezzata dai tifosi calcistici, grazie al peculiare crescendo corale in sei battute, che rese, peraltro, la canzone un cavallo di battaglia dei Beatles durante le loro esibizioni dal vivo (spesso veniva inserita nella scaletta come la canzone di apertura dei concerti) ideale per creare un'atmosfera elettrizzante. È da menzionare il caratteristico riff di chitarra, che si rifà a quello de La Bamba portata al successo qualche anno prima da Ritchie Valens.

## Cover
- Nel 1965 ne fu registrata una versione dai Meteors, inclusa nell'album Beatlesmania.
- Nel 1980 ne fu registrata una versione in napoletano intitolata Chist' 'e 'o scià dagli Shampoo, inclusa nell'album In Naples 1980/81 (EMI, 3C 064-18517).

## Classifica
Il singolo negli Stati Uniti toccò la prima posizione della classifica di vendite nell'aprile del 1964 vendendo oltre un milione di copie, entrando entro i primi dieci posti un po' in tutto il mondo.
In Gran Bretagna uscì un EP, estratto dall'album, che raggiunse la vetta della classifica.

## Influenza culturale
- La canzone è stata utilizzata nel film Il curioso caso di Benjamin Button ed in una celebre scena del film Una pazza giornata di vacanza.
- I tifosi del Coventry City l'hanno resa un loro cavallo di battaglia e la cantano spesso durante le partite della loro squadra del cuore[3].